# Phare du Cap de la Nau
Le phare du Cap de la Nau est un phare situé sur le Cap de la Nau, qui marque l'extrémité sud de la baie de Valence, dans la province d'Alicante (Communauté valencienne) en Espagne.
Il est géré par l'autorité portuaire d'Alicante.

## Histoire
Ce phare a été construit en 1928. C'est une tour octogonale de 20 m de haut, avec galerie double et lanterne, adossée à une double maison de gardiens. L'édifice est peint en blanc avec des motifs ocres.
Il domine la falaise qui est le point le plus extrême à l'est de la communauté valencienne et il fait face à l'île de Formentera.
Identifiant : ARLHS : SPA018 ; ES-25200 - Amirauté : E0176 - NGA : 5300 .
|                        |
| Phare du Cap de la Nau |

|          |
| Le phare |

### Lien connexe
- Liste des phares d'Espagne